# Diviaky nad Nitricou
Diviaky nad Nitricou (in ungherese Nyitradivék, in tedesco Diwegg o Divick) è un comune della Slovacchia facente parte del distretto di Prievidza, nella regione di Trenčín.
Fu menzionato per la prima volta in un documento storico nel 1246.